# ロゴス (ガンダムシリーズ)
ロゴス (Logos) は、テレビアニメ『機動戦士ガンダムSEED DESTINY』に登場する架空の組織。

## 概要
テレビアニメ『機動戦士ガンダムSEED DESTINY』においては第5話からそのメンバーが登場し、第19話や第33話でその存在が口頭で説明された。
設定担当の森田繁のインタビューによれば、ロゴスは歴代のアメリカ大統領を決めて戦争を起こすのも終わらせるのも彼らであり、人類の悪意が集まっているような存在だという。だが、千葉智宏は自作品『機動戦士ガンダムSEED DESTINY ASTRAY』で、歴史の中で人類に戦争をさせてきたのは実は「一族」であるとし、「一族」がロゴスを手玉に取っていたのだとしていた。この辺りは、アニメ本編スタッフと『ASTRAY』スタッフの間で多少解釈が食い違っている。

## 設定
ブルーコスモス盟主を含む10人の幹部で構成され、ブルーコスモスにも資金援助を行っている。代表者の肩書きは「代表」。コズミック・イラに入ってから誕生したブルーコスモスに対してロゴスの歴史は古く、人類の有史以来存在し続けてきたという。
地球各国の政府・軍部と深いつながりを持つ。劇中ではユニウスセブン落下テロ事件の頃からその活動が描かれるが、ギルバート・デュランダルによる暴露があるまでは、一般社会にはその存在自体がまったく知られていなかった。
幹部メンバーは、前ブルーコスモス盟主であった国防産業連合理事ムルタ・アズラエルのほか、ロード・ジブリール、アダム・ヴァミリア、アルヴィン・リッター、グラハム・ネレイス、セレスティン・グロード、ダンカン・L・モッケルバーグ、ブルーノ・アズラエル、ラリー・マクウィリアムズ、ルクス・コーラーで、地球連合軍の実質的な権力を、何らかの手段か手続きで手に入れていた。
幹部メンバーの表の顔は軍事、金融、化学、穀物生産といった産業の大物経営者たちであり、ロゴスは利潤確保を目的とする裏の業界団体として結成された。それゆえに高い政治介入能力を持っており、開戦から終戦までのロードマップを製作して戦争への世論誘導を行ってきた。『機動戦士ガンダムSEED』シリーズの舞台となるコズミック・イラにおいては連合やプラントの戦争を扇動し、大西洋連邦大統領に直接指示していたほか、資金提供の相手であるブルーコスモスを利用し、連合への圧力やプラントに対するテロ活動を扇動していた。地球圏の有力企業を傘下に収めているため、地球連合軍はロゴスから食料品や軍用品を購入する形となっている。C.E.70年代に入ってからはアズラエルやジブリールがブルーコスモス盟主とロゴス代表を兼任し、利益を度外視したコーディネイター排斥活動を行った。
最終的に、プラント最高評議会議長であるデュランダルによってロゴスの存在・活動が告発されたことで、メンバーは全員死亡、もしくは拘束され壊滅に追い込まれた。
なお、ロゴスは地球のほぼすべての政界・企業に関与しており、その壊滅後に地球圏の経済界は大混乱に陥ったとされている資料も存在する。

## 反ロゴス暴動による各国の反応

### 地球連合
地球連合と敵対関係にあるプラントの指導者であるデュランダルの演説直後に発生した反ロゴス暴動に対し、地球連合各国はジブリール邸が襲撃されるに至っても沈黙を保ち続けた。また、演説のかなり以前から地球連合内部の一部勢力がデュランダルにロゴス関連の情報を提供していた。デュランダルは、ヘブンズベース攻防戦前にプラント、地球連合双方の公式声明として、ロゴスメンバーの引き渡しとヘブンズベースの武装解除を通告しているが、この場に大西洋連邦のコープランド大統領などの連合首脳陣は居合わせていないどころか、通告に賛同した描写もない。
小説版では、デュランダルの演説によって地球連合は大混乱に陥り、一国がいきなり連合離脱を宣言する事態も発生していた。地球連合軍からはデュランダルに賛同する部隊がザフトのジブラルタル基地に集まるようになり、これらの地球軍部隊は「連合脱退組」と記述されている。ザフトからは、最後までプラントに抵抗したダイダロス基地やアルザッヘル基地の部隊や、メサイア攻防戦でオーブ・クライン派艦隊と共闘した地球軍艦隊は「地球連合軍」として扱われている。アークエンジェル艦長のマリュー・ラミアスは、レクイエムの直撃を受けて大打撃を被った後にオーブ艦隊へ合流した地球軍艦隊を「連合の残党」と称している。

### オーブ連合首長国
オーブ連合首長国では代表首長カガリ・ユラ・アスハのもとで、セイラン家は実質的な政治的指導者の立場にあり、ロゴスの影響力がある宰相ウナト・エマ・セイランは、大西洋連邦との同盟を推進するなど、地球連合寄りの政治を行っていた。当初は他の地球連合各国と同様に沈黙を保っていたが、ヘブンズベース攻防戦後にロード・ジブリールが、オーブに関係するロゴス幹部の紹介で顔を合わせた程度の間柄でしかなかったウナトを頼って逃亡してきたため、地球軍に影響力を持つジブリールの権力と立場の失脚を恐れるウナトは、やむなくジブリールを匿うことになった。しかし、デュランダルはすでにジブリールがオーブに入国していることや、彼をセイラン家が匿っていることを把握しており、オーブをザフト艦隊と反ロゴスの地球軍艦隊で包囲し、オーブ政府に対してジブリールの引き渡しを要求した。これに対してウナトの息子であるユウナ・ロマ・セイランがジブリールのオーブ入国を否定したため、大義名分を得たプラントがオーブへの軍事侵攻を開始した結果、ウナト以下主要閣僚が死亡した。ザフトは、ジブリールを取り逃がしただけでなく、オーブ軍やクライン派からの反撃によってオーブを包囲していたザフト艦隊と反ロゴスの地球軍艦隊の旗艦ら艦艇を多数撃沈されたため、FAITHの資格を持つミネルバのタリア・グラディス艦長はこれ以上の戦闘継続は困難と判断し、全軍を撤退させた。
オーブは、戦闘後にカガリのロゴス決別の声明を妨害されるが、ラクス・クラインが介入することでオーブの立場を表明したうえ、「すべての元凶はロゴスだから自分は何も悪くない」という責任転嫁や現実逃避への誘導を非難する。これは、「たとえロゴスが悪でも銃を撃ったのはその道を選んだ自分自身である」というラクス自身の信念にも基づいている。

### プラント
反ロゴス暴動以降、デュランダルによる急進的な行動が目立ち始める。ロゴス壊滅後はデスティニープランへの反対を表明、あるいはデュランダルが反デスティニー・プラン勢力と認定した勢力や個人を「人類最後の救済策に反対する」、「人類の敵」として抹殺の対象（一部のザフト兵はアークエンジェルやエターナルのように、ザフトと交戦する他勢力の艦さえもロゴスの残党と扱った）とするようになり、地球軍から接収したレクイエムを用いて地球連合軍アルザッヘル基地を壊滅させ、同基地に滞在していたコープランド大統領（デュランダルに首脳会談を打診していた）を殺害したほか、デスティニープランへの反対を表明したオーブにもレクイエムの発射を目論んだ。